# 曲洛乡 (措勤县)
曲洛乡（藏語：ཆུ་ལྷོ་ཤང，威利转写：chu lho shang，THL：Chulho Shang，藏语拼音：Qulho Xang），是中华人民共和国西藏自治区阿里地区措勤县下辖的一个乡镇级行政单位。

## 行政区划
曲洛乡下辖以下地区：
赤玛村、雄玛村、尼雄村和曲洛村。